# Азат (Алматинская область)
Азат (каз. Азат) — село в Енбекшиказахском районе Алматинской области Казахстана. Входит в состав Рахатского сельского округа. Код КАТО — 194073200.

## Население
В 1999 году население села составляло 3710 человек (1818 мужчин и 1892 женщины). По данным переписи 2009 года в селе проживало 5848 человек (2875 мужчин и 2973 женщины).